# サミュエル・フリードマン
サミュエル・フリードマン（露: Самуил Яковлевич Фридман（サムイル・ヤコヴレヴィチ・フリードマン）、ラテン文字転写例：Samuel Friedmann, 1940年2月22日 - ）は、旧ソ連出身のイスラエルの指揮者。
ハリコフ音楽院でヴァイオリンを専攻して1964年に卒業した後、レニングラード音楽院で指揮法を学んだ。1967年から1970年までイルクーツク・フィルハーモニー管弦楽団の指揮者を務めた。
1973年にイスラエルに移住し、1975年までハイファ交響楽団の首席指揮者を務める。1975年にはイスラエル室内管弦楽団の指揮者として欧米に演奏旅行する。その後は、フィルハーモニア管弦楽団、トリノ・イタリア放送交響楽団、ラインラント＝プファルツ州立フィルハーモニー管弦楽団などに客演し、1979年から1983年までのヴュルテンベルク・フィルハーモニー管弦楽団の首席指揮者を務める。1983年から1989年までスイスのザンクト・ガレン歌劇場の指揮者となり、ニコライ・リムスキー＝コルサコフの《皇帝の花嫁》やドミートリイ・ショスタコーヴィチの《カテリーナ・イズマイロヴァ》等のロシア・オペラの上演に尽力した。
ソ連崩壊後は、ロシアでも活動するようになり、イリーナ・アルヒポワのプロデュースするチェリャビンスクの音楽祭には度々参加している。 2001年には、スタニスラフスキー・ネミロヴィチ・ダンチェンコ劇場でシャルル・グノーの《ファウスト》を上演した時には、賛否を巡って紛糾した。 

## 注記
1. ↑  Самуил Фридман: «В вашем оркестре — всё работает!» // «Вечерний Челябинск», 2.03.2000.
2. ↑  Е. Черемных. Посильнее «Фауста» Гуно // «Коммерсантъ», 1.10.2001.